# HMS Inconstant (1783)
Pour les autres navires du même nom, voir HMS Inconstant.
Le HMS Inconstant est une frégate de cinquième rang portant 36 canons ayant servi dans la Royal Navy de 1783 à 1817.

## Histoire
La frégate de cinquième rang Inconstant est lancée à Deptford Dockyard le 28 octobre 1783. 
Elle participe aux guerres de la Révolution française et aux guerres napoléoniennes, capturant trois vaisseaux français, les Curieux, Unité et Speedy.

### Contre les Français au Sénégal
Lorsque les Français reprennent Gorée au Sénégal aux Britanniques le 18 janvier 1804, ces derniers dépêchent le HMS Inconstant. Le 7 mars, le lieutenant Charles Pickford et une unité de la frégate débarquent et obligent la garnison française à se rendre. Pickford est envoyé à terre seulement pour rendre compte de la raison pour laquelle les Français tenaient à l'île. L'Inconstant revient le 8 mars avec une force d'invasion de quatre bateaux, ne s'attendant pas à ce que la garnison ait été prise. 
L'Inconstant est vendu pour démolition en novembre 1817.